# Jurisdiktion
 Der er for få eller ingen kildehenvisninger i denne artikel, hvilket er et problem. Du kan hjælpe ved at angive troværdige kilder til de påstande, som fremføres i artiklen.

Jurisdiktion er et område som en domstol eller et land udøver myndighed over.

## Danske jurisdiktioner
Ved den store retsreform i 1919 blev de danske jurisdiktioners opgaver delt mellem de nyoprettede rets- og politikredse.  

### Jurisdiktioner omkring år 1900
Herredsfogeden fungerede som dommer, politimester og anklager i en jurisdiktion.[kilde mangler]
En herredsfoged kun godt være herredsfoged samtidigt både i en landjurisdiktion og i en købstadsjurisdiktion. Mellem 1868 og 1919 var det herredsfogeder, der var byfogeder (eller kongevalgte borgmestre) i købstæderne.[kilde mangler]

#### Aalborg amts  jurisdiktioner

##### Fire købstadsjurisdiktioner[kilde mangler]
- Aalborg Købstads Jurisdiktion
- Nørresundby Købstads Jurisdiktion
- Nibe Købstads Jurisdiktion
- Løgstør Købstads Jurisdiktion

##### Fem landjurisdiktioner[kilde mangler]
- 1) Kjær Herreds Jurisdiktion,
- 2) Aalborg Birks og Fleskum Herreds Jurisdiktion,
- 3) Hornum Herreds Jurisdiktion (Nibe Birk var blevet nedlagt i 1727),
- 4) Slet og Aars Herreder Jurisdiktion,
- 5) Hellum og Hindsted Herreder Jurisdiktion).

##### En grænsejurisdiktion[kilde mangler]
- Rinds og Gislum Herreders Jurisdiktion (Rinds Herred lå i Viborg Amt).

#### Viborg amts  jurisdiktioner

##### To købstadsjurisdiktioner[kilde mangler]
- Viborg Købstads Jurisdiktion
- Skive Købstads Jurisdiktion

##### Fire landjurisdiktioner[kilde mangler]
- 1) Sallinglands Herreders Jurisdiktion (Harre, Nørre, Hindborg og Rødding herreder),
- 2) Fjends og Nørlyng Herreders Jurisdiktion,
- 3) Middelsom og Sønderlyng Herreders Jurisdiktion  (omfattede også en del af Houlbjerg Herred),
- 4) Lysgaard og Hids Herreder Jurisdiktion (omfattede også en del af Houlbjerg Herred).

##### To grænsejurisdiktioner[kilde mangler]
- Rinds og Gislum Herreders Jurisdiktion (Gislum Herred lå i Aalborg Amt,
- Frijsenborg-Favrskov Birk (omfattede størstedelen af Houlbjerg Herred, resten af birket lå i Aarhus Amt).